# Хундунабари (лагерь беженцев)
Хундунабари (непальск. खुदुनाबारी शरणार्थी शिविर) — лагерь беженцев, расположенный на северо-западе от перевала Санчар округа Коси в Непале.

## История
Начиная с 1980-х годов более 100 000 лхоцампа были вынуждены покинуть Бутан, будучи обвиненными бутанскими властями в незаконной иммиграции. Между 1988 и 1993 годами тысячи других лхоцампа подверглись политическим репрессиям. В 1990 году на юге Бутана прошли этнические антиправительственные протесты, участники которых настаивали на большей демократии и уважении прав меньшинств. В том же году Бутанская народная партия, членами которой являются в основном лхоцампа, начали насильственную кампанию против правительства Бутана. После этих беспорядков из Бутана бежали тысячи человек. Многие из них попали в лагерь для беженцев Хундунабари.
В данный момент там проживает 10688 беженцев из Бутана. Лагерь находится на слиянии рек, между дорогами Sanischare Road и Limbuwan Road 37.